# Cölbe
Cölbe è un comune tedesco di 6 532 abitanti situato nel land dell'Assia.